# 三宅裕司のぎゃっぷウォーズ
『ムーブ・三宅裕司のぎゃっぷウォーズ』（ムーブ・みやけゆうじのぎゃっぷウォーズ）は、1992年10月13日から1993年3月23日までTBS系列局で放送された『ムーブ』枠火曜日のクイズ番組。

## ルール
毎回様々な情報を取り扱っていたクイズ番組で、クイズ番組としては珍しく個人戦やチーム戦ではなく、司会者と解答者全員が力を合わせて正解を導き出すというスタイルを採用している。VTRでクイズが出題され、解答者がフリップに書いて答える。そして、その中から司会の三宅裕司が正解だと思う解答を1つだけ選び、それが正解であれば賞品のランクが上がるというシステムである。
賞品獲得者の決定方法は、解答者・観客の中から賞品獲得候補者を1人ずつ選出し、「モニター様」と呼ばれるCGキャラクターと3人でジャンケンをするというもの。ジャンケンの勝者は賞品を獲得できるが、CGキャラクターが勝った場合には視聴者プレゼントになる。
番組は半年で終了し、『三宅裕司の!どこが違うの?』へとリニューアルした。

## 出演者
- 三宅裕司
- 井森美幸
- ゆうゆ
- 柳沢慎吾
- そのまんま東(現･東国原英夫)

ナビゲーター
- 福島弓子(当時TBSアナウンサー)

他